# Milà xiulador
El milà xiulador (Haliastur sphenurus) és un ocell rapinyaire de la família dels accipítrids (Accipitridae). Habita boscos clars, sabana, llacs, rius, pantans i costes d'Austràlia, Nova Guinea i Nova Caledònia. El seu estat de conservació es considera de risc mínim.

## Descripció
El milà xiulador mesura entre 50 i 60 cm, i l'envergadura de les ales es troba entre els 123 i els 146 cm. Els mascles pesen entre 600 i 750g i les femelles entre 750 i 1000g. Com passa amb la majoria de rapinyaires, les femelles són més grosses i pesades que els mascles; les femelles poden arribar a ser un 21% més grans i pesar 42% més que els mascles.
El plomatge no varia entre mascle i femella. Els adults són d'un color marró pàl·lid al cap, pit i cua, amb ales marrons i plomes de vol negres. Les cries són d'un to marró vermellós molt ratllat amb prominents taques pàl·lides a les ales.
En general, el milà xiulador sembla de cap petit i cua llarga, amb les puntes de les ales molt a prop de la seva cua en repòs. Tot i que les seves potes són curtes, l'ocell camina fàcilment per terra.

## Ocell propagador del foc
A les sabanes tropicals austràlianes està documentat que el milà xiulador i altres espècies de rapinyaires, com el milà negre i el falcó berigora, poden actuar com a propagadors intencionals del foc en època d'incendis, per tal de facilitar la seva activitat cinegètica. Aquest comportament consistiria en traslladar troncs de fusta o flocs d'herba encesa, des d'àrees on s'està produint la ignició cap a àrees properes, cercant d'atrapar preses expulsades pels incendis forestals. Els aborígens australians tenen coneixement ecològic tradicional d'aquest fet des de fa molt de temps, el qual està incorporat fins i tot en la seva mitologia.